# Prágai Nemzetközi Tavaszi Fesztivál
A Prágai Nemzetközi Tavaszi Fesztivál (Prague Spring International Music Festival, cseh nyelven: Mezinárodní hudební festival Pražské jaro) 1946-ban a neves cseh karmester, Rafael Kubelík  kezdeményezésével alapított és azóta is minden év május-júniusában Prágában  megrendezésre kerülő komolyzenei  fesztivál, mely a Cseh Köztársaság egyik legnagyobb kulturális eseménye. A több mint hetven éve elindított eseménysorozaton a világ élvonalába tartozó szólisták, szimfonikus zenekarok, kamaraegyüttesek lépnek fel.
A fesztivál során nemzetközi zenei versenyt is rendeznek, melyet évente különböző kategóriákban indítanak, részben jelentős zenei évfordulókhoz kapcsolódva. A három héten át tartó fesztivál keretén belül évente 40–50 koncertet adnak, a jelenleg már több műfajban szerveződő rendezvénysorozaton a komolyzenei koncerteken kívül dzsessz koncerteket is tartanak.

## Története
Egészen a kezdetektől a fesztivál a háború utáni Csehszlovákia jelentős kulturális rendezvénye volt, mely hagyományait a Cseh Köztársaságban napjainkban is megőrizték. A fesztivál viharos időszak tanúja is volt a modern csehszlovák történelmi események - az 1968-as prágai tavasz – mentén, ugyanakkor egy olyan jelenség, mely túlélte a különböző drámai politikai és kulturális nehézségeket, részben a saját közönségének köszönhetően, mely mindig is nagyra tartotta az előadások tiszta művészi színvonalát.

### Előzmények
Jóval a Prágai Nemzetközi Tavaszi Fesztivál megalakítása előtt is rendeztek fesztiválokat Prágában, részben az Angliából elterjedt zenei fesztiválokat követve már az 1860-as évektől évente tartottak kórus fesztiválokat. Angelo Neumann, a Prágai Német Színház vezetője pedig részben a Richard Wagner által 1876-ban elindított Bayreuthi Ünnepi Játékok hatására 1885 és 1898 között hét színházi és két zenei fesztivált szervezett Prágában. 1899-ben Neumann a fesztiválok időpontját már májusra állandósította, az Új Német Színházzal tizenegy Wagner előadást tartott, melyek karmestere Gustav Mahler volt. A fesztivál a "Wagner fesztivál” néven volt ismert, majd 1900-tól 1913-ig rendezett fesztivál a "Májusi fesztivál” elnevezést kapta.
Ezt követően a Cseh Nemzeti Színház is egy szerző műveire alapuló sorozatot szervezett, 1893–94-ben Smetana műveit adták elő, majd Prágában az első nagyszabású zenei fesztivált a Cseh-Szláv Etnográfiai Kiállítás során tartották 1895-ben, ekkor 42 cseh zeneszerző 132 művét adták elő.  Az első "Cseh Zenei Fesztivált” pedig 1904-ben tartották, a fesztivált nagyszabású Dvořák előadással nyitották, a koncert zenekara a Cseh Filharmonikus Zenekar volt.
1924-ben részben az újonnan alakult nemzetközi kortárszenei szervezet, az International Society for Contemporary Music (ISCM) szervezésében tartottak fesztivált Prágában Smetana születésének évfordulójára emlékezve május 12-ét kezdődően. A koncerteken számos kortárs kompozíció ősbemutatója volt hallható, köztük  Schönberg monodramája, az Erwartung, Alexander Zemlinsky Lírikus szimfóniája. 1935. szeptemberében harmadszor is megrendezésre került az ISCM fesztivál, majd 1939-ben pedig a Prague Musical May Festival néven megrendezett előadások alkalmával kilenc koncertet és operaelőadást tartottak a Prágai Nemzeti Színházban.

### Alapítás
A Prágai Nemzetközi Tavaszi Fesztivál alapításának gondolata a neves cseh karmester, Rafael Kubeliktől származik. Mivel 1946-ban a Cseh Filharmonikus Zenekar fennállásának 50. évfordulóját ünnepelte, így a legnagyobb ünnepségek mentén indultak el a zenekar fellépései a fesztivál koncertjein. A fesztivál elindítását kezdeményező karmester Rafael Kubelík a zenekar akkori vezető karmestere is volt. Már a fesztivál első évében számos kiváló cseh és külföldi művész vett részt a koncerteken, köztük a később világhírűvé vált amerikai zeneszerző- karmester Leonard Bernstein, aki 1946-ban a Cseh Filharmonikus Zenekarral első tengeren túli fellépésén a Prágai Nemzetközi Tavaszi Fesztiválon  vezényelt, melyet  karrierje egyik fontos kezdő eseményeként említenek életrajzában.   

### A fesztivál megnyitása után
1952 óta a fesztivál nyitókoncertjét május 12-én tartják – Bedřich Smetana halálának évfordulóján – a nyitókoncerten hagyományosan  Smetana Hazám című szimfonikus költeménye hangzik el, a fesztivál zárókoncertjén pedig Beethoven: 9. szimfóniáját játsszák.
Az 1990-es fesztiválév emlékezetes eseménye volt a nyitó- és a zárókoncert is, melyen a fesztivált alapító Rafael Kubelík vezényelte Smetana Hazám című szimfonikus költemény ciklusát, a közönség ezzel részben a cseh karmester hosszú emigráció utáni hazatérését is ünnepelte, a zárókoncertre pedig  szintén a  fesztivál nevéhez jelentősen kapcsolódó, a fesztivál első évének legendás karmestere, Leonard Bernstein tért vissza Prágába és vezényelte újból Beethoven 9. szimfóniáját.
Az 1989-es átalakulás után a menedzsment szélesítette a programokat, több műfaj felé is nyitottak, dzsesszkoncertek is szerepelnek már a programon, valamint nemzetközi és hazai zenei szervezetek tagja lett, azaz a European Festivals Assosiation (EFA) és az International Artist Managers Assosiation (IAMA), valamint 1996-ban a Czech Assosiation of Music Festivals tagja.

## Zenei versenyek
A fesztivált indító első évet követően indították el a nemzetközi zenei versenyeket, amelyen az első évben a világhírűvé vált orosz csellista, Msztyiszlav Rosztropovics lett a cselló verseny első helyezettje. A nemzetközi versenyt zongora, orgona, hegedű, cselló, trombita, harsona, kürt, fagott, oboa, ének és karmester kategóriákban indították. A 2017-es évben a cseh csembalóművésznő, Zuzana Růžičková születésnapját ünnepelve csembaló kategória is van a fesztivál keretén belül rendezett versenyen.   

## Vendégművészek
Olyan jelentős zenészek vettek részt a kezdetektől a rendezvénysorozaton, mind Karel Ančerl, Sir Adrian Boult, Rudolf Firkušný, Jaroslav Krombholc, Rafael Kubelík, Moura Lympany, Jevgenyij Mravinszkij, Charles Münch, Ginette Neveu, Jarmila Novotná, Lev Oborin, David Ojsztrah, Kobajasi Kenicsiró és Jan Panenka.
A fesztiválon fellépő művészek közül csak a legnevesebbeket felsorolva: Szvjatoszlav Richter, Lorin Maazel, Herbert von Karajan, Msztyiszlav Rosztropovics, Julian Lloyd Webber, Borisz Pergamenscsikov, Lucia Popp, Kim Borg, Sir Colin Davis, Maurice André, Dmitrij Szitkoveckij, Leonid Kogan, Paul Klecki, Gustav Leonhardt, Anne-Sophie Mutter, Giovanni Bellucci, Alfred Brendel, Heinrich Schiff, Leopold Stokowski, Arthur Honegger, Arthur Rubinstein és Gennagyij Rozsgyesztvenszkij.
A fesztiválon fellépő első külföldi zenekar a Magyar Rádió Szimfonikus Zenekara volt 1949-ben, majd Európa szinte valamennyi jelentős szimfonikus zenekara fellépett a Prágai Tavaszi Fesztiválon. 1957-ben Széll György vezényletével az első amerikai zenekarként a Clevelandi Zenekar adott koncertet, de szerepeltek a Bécsi Filharmonikusok is Herbert von Karajan vezényletével.

## Fesztivál helyszínei
A Prágai Tavaszi Fesztivál helyszíne hagyományosan a Prágát kettészelő Moldva partján fekvő előkelő neoreneszánsz épület, a Rudolfinum kiváló akusztikájú koncertterme, a Dvořák terem, emellett még további helyszíneken is adnak koncerteket, a díszes Városháza épületének Smetana termében, melynek viszont nagyobb befogadó képessége van, ezen kívül kamarazenei koncerteket tartanak a Prágai Zeneakadémián és a Prágai Konzervatórium koncerttermében is.

## Fesztivál logója
A fesztivál gyönyörű logóját, mely két madarat részben hangszerekből formál, a neves 20. századi cseh festőművész, grafikus, František Muzika (1900-1974) tervezte. 

## Galéria

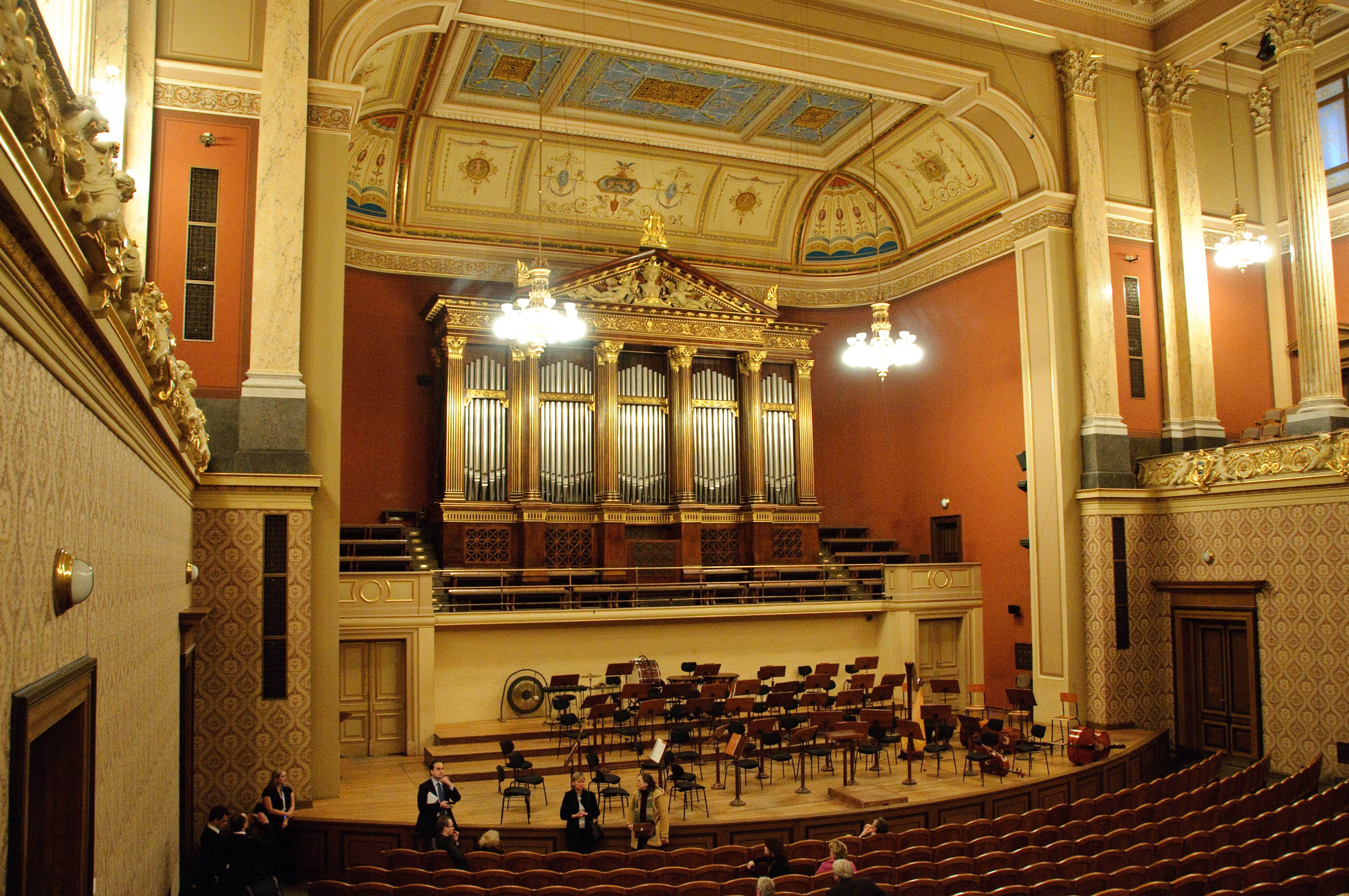
A Dvořák terem a prágai Rudolfinumban, a fesztivál fő helyszíne
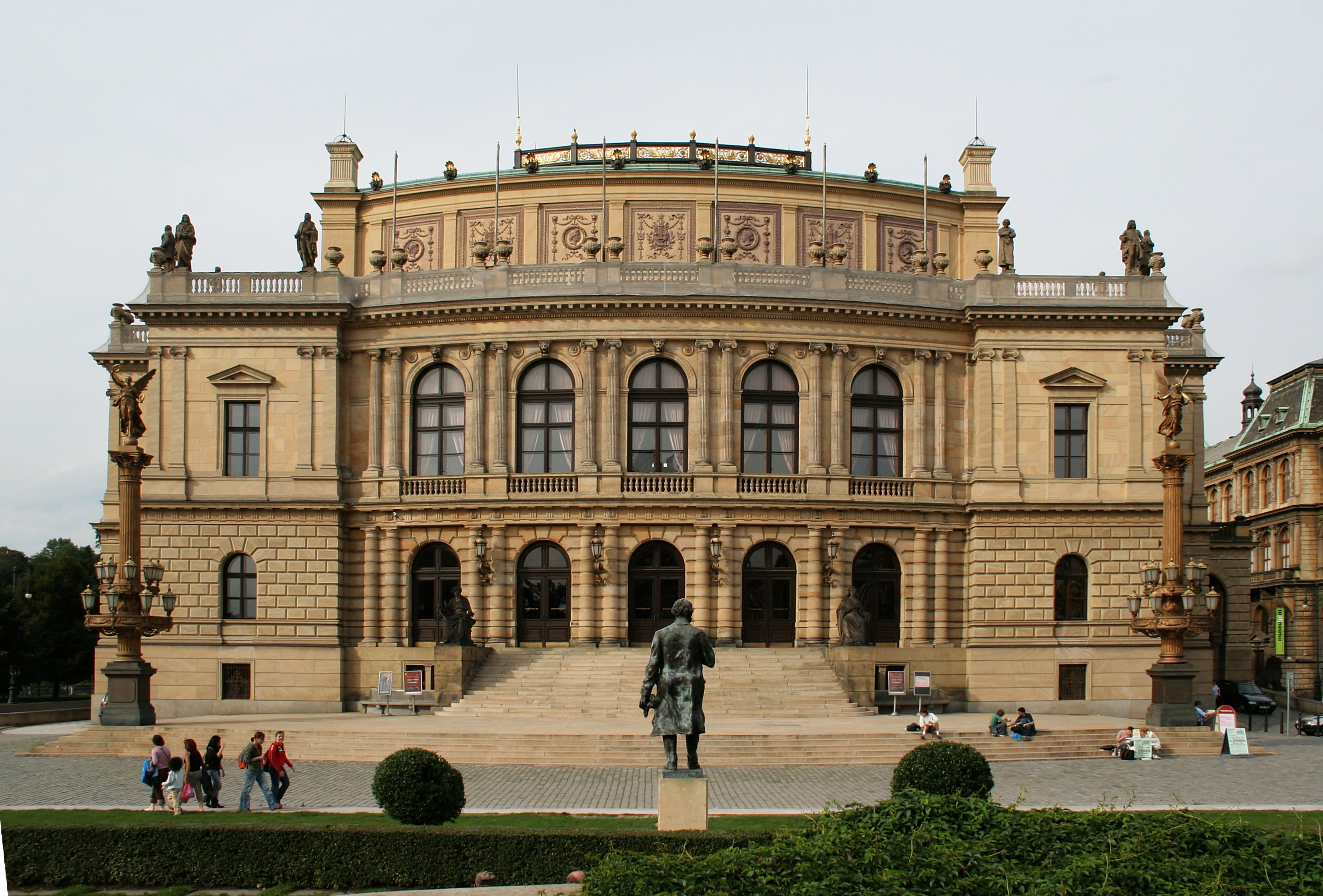
A prágai Rudolfinum homlokzata
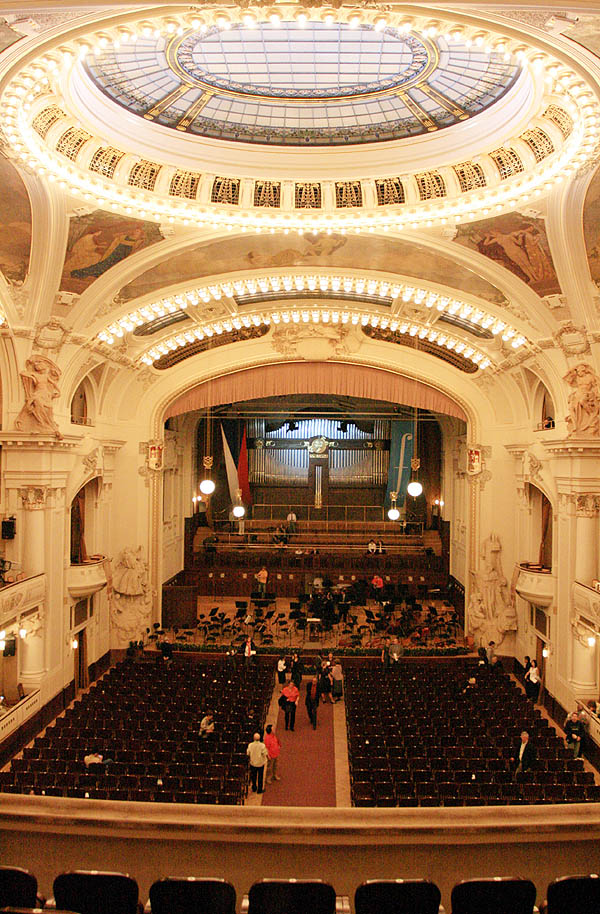
A Prágai Városháza díszterme (Smetana terem), a fesztivál eseményeinek egyik helyszíne
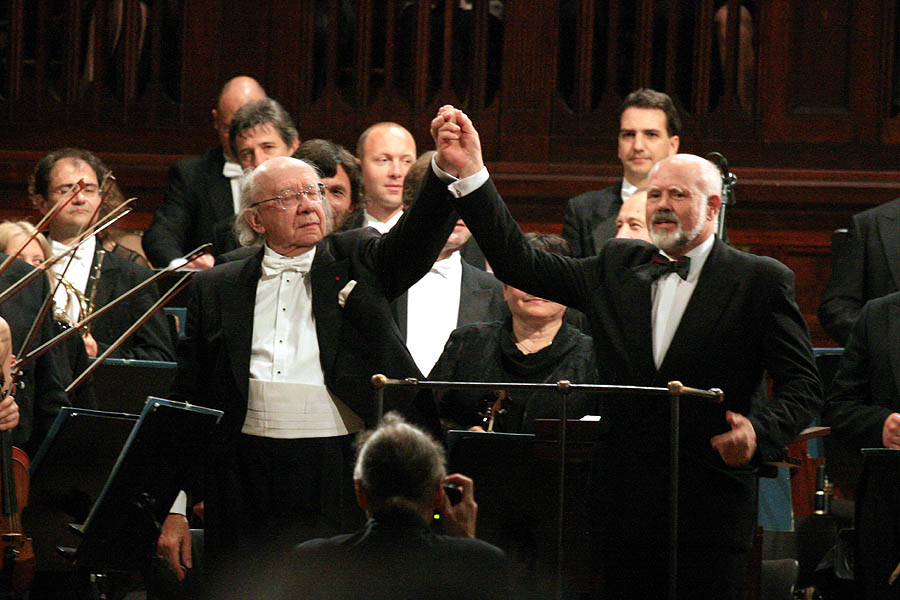
Az orosz karmester, Gennagyij Rozsgyesztvenszkij és a cseh zeneszerző Lucas Matousek 2007-ben a fesztivál záró koncertjén Prágai Városháza Smetana termében.

## Külső hivatkozások
- Prague Spring — International Music Festival
- World Federation of International Music Competitions[halott link]
- The first Prague Spring International Cello Competition in 1950 in photographs, documents and reminiscences Archiválva 2019. szeptember 14-i dátummal a Wayback Machine-ben

## Fordítás
Ez a szócikk részben vagy egészben  a   Prague Spring International Music Festival című angol Wikipédia-szócikk ezen változatának fordításán alapul.  Az eredeti cikk szerkesztőit annak laptörténete sorolja fel. Ez a jelzés csupán a megfogalmazás eredetét és a szerzői jogokat jelzi, nem szolgál a cikkben szereplő információk forrásmegjelöléseként.